# Lennard Hofstede
Lennard Hofstede (Poeldijk, 29 de dezembro de 1994) é um ciclista profissional neerlandês que atualmente corre para a equipa Jumbo-Visma.

## Palmarés
- 2016
  - Rhône-Alpes Isère Tour, mais 1 etapa

## Resultados em Grandes Voltas
Durante a sua carreira desportiva tem conseguido os seguintes postos nas Grandes Voltas:
| Corrida | Corrida         | 2013 | 2014 | 2015 | 2016 | 2017 | 2018  | 2019  | 2020 | 2021  |
| ------- | --------------- | ---- | ---- | ---- | ---- | ---- | ----- | ----- | ---- | ----- |
|         | Giro d'Italia   | —    | —    | —    | —    | —    | 144.º | —     | —    | —     |
|         | Tour de France  | —    | —    | —    | —    | —    | —     | —     | —    | —     |
|         | Volta a Espanha | —    | —    | —    | —    | Ab.  | —     | 152.º | 51.º | 128.º |

—: não participa

Ab.: abandono